# Verbesina
Verbesina là một chi thực vật có hoa trong họ Cúc (Asteraceae).

## Loài
Chi Verbesina gồm các loài: